# Aetana omayan
Espèce
Aetana omayan est une espèce d'araignées aranéomorphes de la famille des Pholcidae.

## Distribution
Cette espèce est endémique de Luçon aux Philippines. Elle se rencontre dans la grotte Crystal Cave à Baguio.

## Description
Le mâle holotype mesure 4,25 mm.

## Étymologie
Cette espèce est nommée en référence au personnage du folklore philippin, Omayan.

## Publication originale
- Huber, 2005 : Revision of the genus Spermophora Hentz in Southeast Asia and on the Pacific Islands, with descriptions of three new genera (Araneae: Pholcidae). Zoologische Mededelingen (Leiden), vol. 79, no 2, p. 61-114 (texte intégral).